# Wase Rock
Der Wase Rock ist ein massiver kuppelförmiger Felsen in der Nähe von Wase im nigerianischen Bundesland Plateau. Der vulkanische Pfropfen überragt seine Umgebung als Inselberg um 176 m und ist in einem Umkreis von 40 Kilometern sichtbar. Seine Höhe über dem Meeresspiegel beträgt 426 m. Um den Felsen wurde ein 321 Hektar großes Naturschutzgebiet eingerichtet.